# Дубовомиське сільське поселення
Ду́бовоми́ське сільське поселення (рос. Дубовомысское сельское поселение) — сільське поселення у складі Нанайського району Хабаровського краю Росії.
Адміністративний центр — село Дубовий Мис.

## Населення
Населення сільського поселення становить 1141 особа (2019; 1406 у 2010, 1472 у 2002).

## Склад
До складу сільського поселення входять:
| Населений пункт   | Населення, осіб (2002) | Населення, осіб (2010) |
| ----------------- | ---------------------- | ---------------------- |
| Гассі, село       | 45                     | 48                     |
| Дубовий Мис, село | 1427                   | 1358                   |